# Klein Gastrose
Klein Gastrose, niedersorbisch Mały Gósćeraz, ist ein Gemeindeteil von Groß Gastrose, einem Ortsteil der Gemeinde Schenkendöbern im Landkreis Spree-Neiße in Brandenburg.

## Lage
Klein Gastrose liegt in der Niederlausitz unmittelbar an der Grenze zu Polen und zählt zum amtlichen Siedlungsgebiet der Sorben/Wenden. Die Stadt Guben liegt etwa sieben Kilometer entfernt. Umliegende Ortschaften sind der zur Stadt Guben gehörende Ortsteil Schlagsdorf im Norden, die bereits in Polen liegenden Dörfer Sękowice im Nordosten, Koperno im Osten, Polanowice im Südosten und Sadzarzewice im Süden, Groß Gastrose im Südwesten und Kerkwitz im Nordwesten.
Klein Gastrose liegt östlich der Bundesstraße 97 nach Cottbus und der Bundesstraße 112 von Forst nach Frankfurt (Oder), die an dieser Stelle auf einer Trasse verlaufen. Östlich des Dorfes fließt die Lausitzer Neiße entlang der Grenze zu Polen.

## Geschichte
Klein Gastrose wurde erstmals im Jahr 1480 als „Kleine Goßtraße“ erstmals urkundlich erwähnt. Der Ortsname stammt aus dem Sorbischen und bedeutet „Siedlung eines Mannes mit dem Namen Gostirad“. 1486 war der Name „Kleine Gostrasze“ überliefert.
Klein Gastrose lag seit jeher im Königreich Preußen, zwischen 1816 und 1945 war der Ort dort Teil des Regierungsbezirkes Frankfurt in der Teilprovinz Neumark. Innerhalb des Regierungsbezirkes wurde die Landgemeinde vom Amtsbezirk Schenkendöbern verwaltet. Zur Zeit der Sowjetischen Besatzungszone lag Klein Gastrose zwei Jahre im Landkreis Cottbus. Zum 1. Juli 1950 erfolgte die Eingemeindung nach Groß Gastrose.
Am 25. Juli 1952 wurde Klein Gastrose dem neu gebildeten Kreis Guben im Bezirk Cottbus zugeordnet. Nach der Wende lag das Dorf zunächst im Landkreis Guben und wurde mit der brandenburgischen Kreisreform vom 6. Dezember 1993 dem Landkreis Spree-Neiße zugeordnet. Am 28. Mai 1998 wurde Klein Gastrose der neu gebildeten Gemeinde Gastrose-Kerkwitz angeschlossen. Am 26. Oktober 2003 wurde diese Gemeinde wieder aufgelöst und Klein Gastrose kam als Wohnplatz des Ortsteils Gastrose an die Gemeinde Schenkendöbern. Der Ortsteil wurde am 20. Februar 2006 in Groß Gastrose umbenannt. Am 14. Oktober 2010 wurde Klein Gastrose zu einem bewohnten Gemeindeteil aufgestuft.
Klein Gastrose ist Teil der Kirchengemeinde Kerkwitz. Diese gehört zur Pfarrei Guben, welche seit dem 1. September 2004 dem Dekanat Cottbus-Neuzelle untergeordnet ist und zur Evangelischen Kirche Berlin-Brandenburg-schlesische Oberlausitz gehört.

## Bevölkerungsentwicklung
| 1875 | 82 | 1933 | 71  |
| 1890 | 80 | 1939 | 82  |
| 1910 | 71 | 1946 | 134 |
| 1925 | 76 |      |     |